# Eremolaena humblotiana
Eremolaena humblotiana är en tvåhjärtbladig växtart som beskrevs av Henri Ernest Baillon. Eremolaena humblotiana ingår i släktet Eremolaena och familjen Sarcolaenaceae. Inga underarter finns listade i Catalogue of Life.